# Fondation Blaise Pascal
 (février 2021).
La mise en forme du texte ne suit pas les recommandations de Wikipédia : il faut le « wikifier ».
Les points d'amélioration suivants sont les cas les plus fréquents. Le détail des points à revoir est peut-être précisé sur la page de discussion.
- Les titres sont pré-formatés par le logiciel. Ils ne sont ni en capitales, ni en gras.
- Le texte ne doit pas être écrit en capitales (les noms de famille non plus), ni en gras, ni en italique, ni en « petit »…
- Le gras n'est utilisé que pour surligner le titre de l'article dans l'introduction, une seule fois.
- L'italique est rarement utilisé : mots en langue étrangère, titres d'œuvres, noms de bateaux, etc.
- Les citations ne sont pas en italique mais en corps de texte normal. Elles sont entourées par des guillemets français : « et ».
- Les listes à puces sont à éviter, des paragraphes rédigés étant largement préférés. Les tableaux sont à réserver à la présentation de données structurées (résultats, etc.).
- Les appels de note de bas de page (petits chiffres en exposant, introduits par l'outil «  Source ») sont à placer entre la fin de phrase et le point final[comme ça].
- Les liens internes (vers d'autres articles de Wikipédia) sont à choisir avec parcimonie. Créez des liens vers des articles approfondissant le sujet. Les termes génériques sans rapport avec le sujet sont à éviter, ainsi que les répétitions de liens vers un même terme.
- Les liens externes sont à placer uniquement dans une section « Liens externes », à la fin de l'article. Ces liens sont à choisir avec parcimonie suivant les règles définies. Si un lien sert de source à l'article, son insertion dans le texte est à faire par les notes de bas de page.
- La présentation des références doit suivre les conventions bibliographiques. Il est recommandé d'utiliser les modèles {{Ouvrage}}, {{Chapitre}}, {{Article}}, {{Lien web}} et/ou {{Bibliographie}}. Le mode d'édition visuel peut mettre en forme automatiquement les références.
- Insérer une infobox (cadre d'informations à droite) n'est pas obligatoire pour parachever la mise en page.

Pour une aide détaillée, merci de consulter Aide:Wikification.
Si vous pensez que ces points ont été résolus, vous pouvez retirer ce bandeau et améliorer la mise en forme d'un autre article.
La Fondation Blaise Pascal, reconnue d'utilité publique à but non lucratif, a pour mission de promouvoir, soutenir, développer et pérenniser les actions de médiation scientifique en mathématiques et informatique à destination de tout citoyen.

## Historique
- 1998 : La communauté scientifique en mathématiques crée Animath, une association périscolaire dont le but est de favoriser le goût et la pratique des mathématiques et qui organise des activités de familiarisation avec une démarche de recherche.
- 2012 : Création du consortium Cap’Maths, projet porté et coordonné par Animath entre 2012 pour fédérer l'ensemble des initiatives de Vulgarisation (médiation scientifique) en mathématique et informatique.
- 2016 : Création de la Fondation Blaise Pascal, le 14 novembre 2016. Elle constitue la mise en œuvre de la troisième phase du projet Cap'Maths.
- 2017  : Lancement du premier appel à projets national.

## Missions et actions
La Fondation Blaise Pascal œuvre pour,,,, : 
- Agir en faveur de l’inclusion par les sciences
- Former à la démarche scientifique dès l’école, et en dehors de l’école
- Démultiplier l’impact sur l’ensemble du territoire des actions de médiation
- Sensibiliser au numérique responsable et éthique

La fondation organise des appels à projets bi-annuels pour répartir les soutiens sur l’ensemble du territoire. Elle porte une attention particulière aux actions s’adressant aux jeunes femmes et à des publics défavorisés dans l’accès aux mathématiques et à l’informatique, et/ou situées dans des régions pauvres en actions de médiation.
La fondation consacre un appel à projets par an aux clubs et aux écoles d’été en mathématiques et informatique à destination des jeunes du collège à la licence: rencontres régulières tout au long de l’année (clubs) ou pendant l’été (écoles d’été),  élargissement de leur culture mathématique et informatique, de manière récréative, découverte de la démarche scientifique, réflexion sur des problématiques R&D d’entreprise.
La fondation réalise un maillage du territoire des acteurs de la médiation avec à un réseau de contacts et de correspondants régionaux pour se doter d'une connaissance précise de la situation et des besoins en région et mettre en œuvre les actions de médiation à développer. La fondation a ainsi identifié plus de 500 acteurs à travers l’Hexagone. Elle joue aussi un rôle auprès des autorités en informant et alertant les pouvoirs publics sur l’importance des filières scientifiques et l'enjeu de féminisation. 

## Projets

### 1 scientifique - 1 classe: Chiche!
En 2020, la Fondation Blaise Pascal participe à l’opération nationale « 1 scientifique - 1 classe : Chiche ! Un projet Inria, opéré par la fondation Blaise Pascal, en partenariat avec le Ministère de l’Éducation Nationale et de la Jeunesse ainsi que le CNRS, la Société informatique de France, la Conférence des Directeurs d’Écoles Françaises d’ingénieurs, l’association Femmes et Sciences et Class Code avec le soutien de l’entreprise Alstom et l'association  l'association ROADEF. Avec l’arrivée de la discipline Sciences Numériques et Technologie (SNT), tous les élèves de secondes générales sont initiés aux Sciences du numérique et ce dispositif de rencontre entre une classe et un chercheur vise à accompagner ce nouvel enseignement.   L’objectif final est de visiter toutes les classes de seconde de France pour donner aux lycéens et lycéennes l’envie de s'initier à l'informatique et aux fondements du numérique et de réfléchir à son impact dans la société. Pour susciter des vocations, notamment auprès des filles, on utilise des rôles modèles et partage des parcours de vie.

### Les journées Filles, maths et informatique: une équation lumineuse!
En 2019, la Fondation Blaise Pascal est lauréate de l'appel à projets en faveur de l'inclusion des jeunes filles dans le numérique de la Fondation Femmes@Numérique, avec femmes & mathématiques et Animath pour développer l’action existante « journées Filles, maths et informatique : une équation lumineuse ! » pour les collégiennes et lycéennes de toute la France, soutenue par Alstom, la Fondation Keyrus, la Fondation SNCF, etc.

### Écoles d'été
À partir de 2021: organisation d’écoles d’été. La première école d’été a lieu en juillet 2021 sur le thème des Mathématiques et de l’Astronomie et est organisée avec l’École polytechnique (l’X) dans la constellation des X-Science Camps, des camps de mathématiques organisés à l’X ou sur d’autres sites pour des lycéens (de la Seconde à la Terminale). 
La Fondation Blaise Pascal soutient également d’autres écoles tout au long de l’année, comme Les Cigales, au Centre international de rencontres mathématiques (CIRM). 

### Autres projets par année
2021

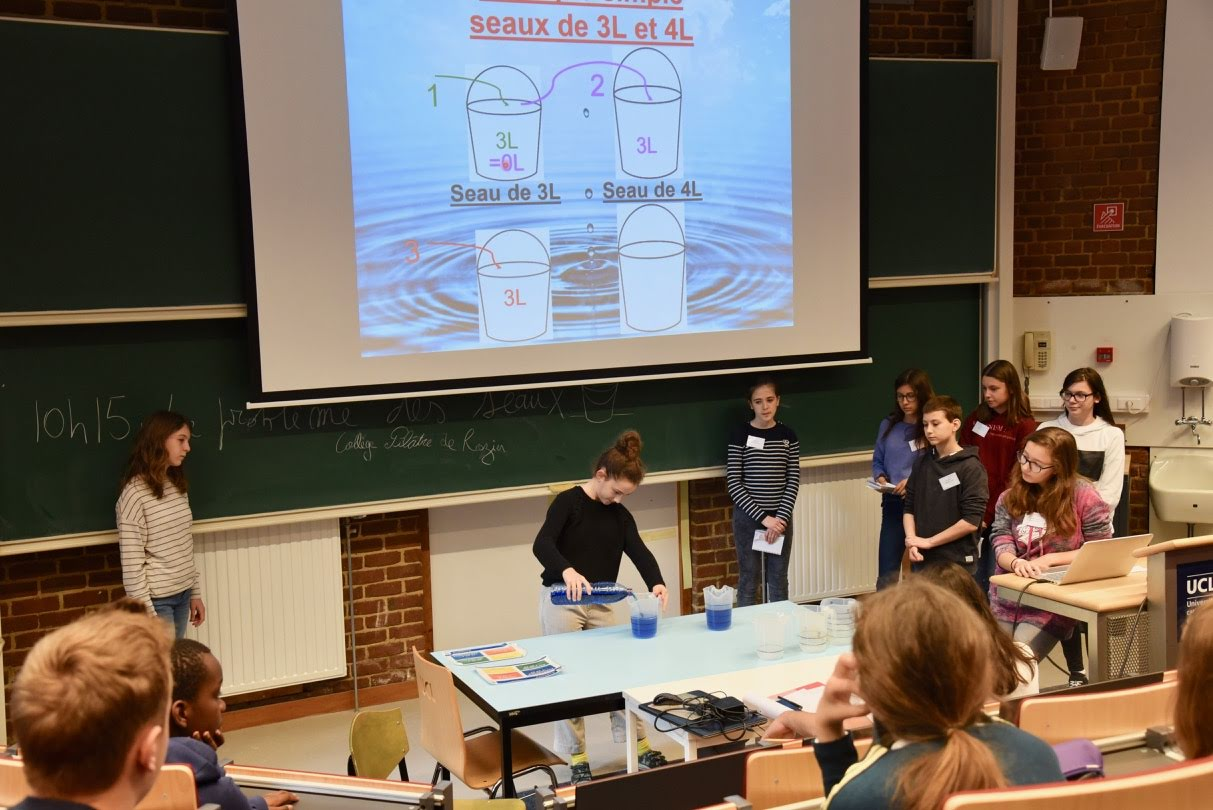
Atelier mathématique lors d'un congrès Math.en.Jean

- Signataire du manifeste de la plateforme Planet Tech'Care[23]
- Intervention, le 11 février 2021, lors d’une journée de webinaire organisée par l’Alliance Arqus à l’occasion de la Journée internationale des femmes et des filles de science sur le thème « Promotion des STIM chez les étudiantes : Bonnes pratiques favorisant les STI#M auprès des élèves du secondaire »[24].
- Participation aux tables rondes organisées par Google Ateliers Numériques[25], le 28 janvier 2021 : Comment augmenter la présence des jeunes femmes dans les études liées au numérique ?

2020
- Participation aux tables rondes organisées par Google Ateliers Numériques[25], le  19 novembre 2020 sur Égalité des chances dans le secteur du numérique
- Co-organisation du Salon Culture et Jeux Mathématiques
- Participation aux États généraux du numérique éducatif à Poitiers, les 4 et 5 novembre 2020

2019
- Participation au comité de pilotage de l’année des mathématiques[26] à Lyon.
- Participation au Jury du Challenge Innovatech Elles bougent[27] à Villeurbanne, le 31 janvier 2019.
- Participation à la journée de la Société informatique de France (SIF) sur les bonnes pratiques en termes d'égalité femmes-hommes dans les labos en informatique[28], le 29 mars 2019.
- Soirée « Entreprises : parlons jeunes, maths et informatique ! » à l’Exploradôme à Vitry[24]. le 13 juin 2019[29].

2018
- Participation à l’organisation du congrès MATh.en.JEANS qui s’est déroulé à Lyon du 22 au 24 mars 2018, sur le campus LyonTech-la Doua.
- co-organisation d’un appel à projets avec France-IOI portant sur les sciences liées aux technologies des crypto-monnaies, avec le soutien de la Fondation Tezos[30].

2017
- Mise en place de la structure et de la gouvernance de la fondation, présentation aux acteurs de la médiation scientifique et organisation du fonctionnement.

## Organisation
La Fondation Blaise Pascal porte une vocation nationale à but non lucratif sous égide de la Fondation Innovation et Transitions. La fondation est reconnue d'utilité publique par un décret du 24 octobre 1988 et régie par les statuts modifiés par un  autre décret du 23 mars 2012, publié au JO le 29 mars 2012. Ses fondateurs sont le CNRS et l’Université de Lyon, rejoints en 2019 par Inria et en 2023 par l'Université Paris Saclay. 
Elle est initialement financée par le CNRS, l'Université de Lyon, Inria et bénéficie jusqu’en février 2021 d'une aide de l'État gérée par l'Agence nationale de la recherche au titre du Programme d'Investissements d'Avenir (PIA) portant la référence ANR-17-IEEC-000.
La gouvernance est assurée par un Délégué Général et un Conseil Stratégique qui définit les grandes lignes d’action de la fondation et supervise les activités soutenues. Le Conseil Stratégique travaille sur les plans d’action et évalue les projets soumis lors des appels à projets. Il est présidé par Laurence Devillers.
| Période   | Président |
| 2017-2021 | Serge Abiteboul, membre du Collège de l'ARCEP, chercheur à l'ENS Paris et directeur de recherche à l'Inria.                              |
| Période   | Délégué Général |
| --------- | --- |
| 2018-2021 | Stéphane Gaussent, enseignant-chercheur en mathématiques enseignant-chercheur en mathématiques à l'Université Jean Monnet Saint-Étienne. |
| 2016-2018 | Isabelle Guérin-Lassous, enseignante-chercheuse en informatique à l'Université Lyon 1.                                                   |

L'animation scientifique est encadrée par un Conseil Scientifique qui travaille sur les plans d’action et évalue les projets soumis lors des appels à projets. Ses membres, aux profils variés et complémentaires, travaillent dans les domaines des mathématiques, de l’informatique ou à la jonction des deux, et sont investis dans des actions de médiation scientifique, permettant au conseil d’avoir une connaissance fine du terrain de la médiation scientifique. 
Cela permet de faire le lien avec les sociétés savantes d’informatique (Société informatique de France) ou de mathématiques (Société mathématique de France, Société de mathématiques appliquées et industrielles, Société française de statistique), et les autres structures ou groupes (Association des professeurs de mathématiques de l'enseignement public, Institut de recherche sur l'enseignement des mathématiques…) impliqués sur ces sujets. Le Conseil Scientifique est présidé par Sylvie Alayrangues, enseignante-chercheuse en informatique à l'Université de Poitiers au sein de l’institut XLIM.